# ویلفرد بوما
ویلفرد بوما (اندبله شمالی: Wilfred Bouma; زاده ۱۵ ژوئن ۱۹۷۸) بازیکن فوتبال اهل هلند است.

## تیم ملی
وی سابقه ۳۷ بازی و ۲ گل ملی برای تیم ملی فوتبال هلند در کارنامه دارد، همچنین پست تخصصی او، دفاع است.